# Рейнско-франкские диалекты
Рейнско-франкские диалекты (нем. Rheinfränkisch) — это общее наименование некоторых франкских диалектов и диалектов западносредненемецкого пространства, включающих:
- Лотарингский язык в составе франкских диалектов (не путать с лотарингским наречием романской группы);
- Пфальцские диалекты;
- Гессенский диалект.

С севера и запада по соседству с мозельско-франкскими диалектами рейнфранкские ограничиваются линией Санкт-Гоара. На севере, недалеко от Касселя, проходит линия Бенрата, являющаяся границей верхне- и нижненемецких диалектов. От южнофранкских, алеманнских и восточнофранкских диалектов на востоке и юге рейнфранкские диалекты отделены линией Шпайера.
Рейнско-франкские диалекты легли в основу наиболее старой лексики языка идиш, хотя в нём были элементы и из других соседних диалектов.